# توماس غودفري
توماس غودفري (بالإنجليزية: Thomas Godfrey)‏ (15 يناير 1904 في المملكة المتحدة - 1983) هو لاعب كرة قدم بريطاني (وحمل سابقاً جنسية المملكة المتحدة لبريطانيا العظمى وأيرلندا) في مركز الدفاع. لعب مع ستوك سيتي وسويندون تاون ونادي والسول ونادي ستنهاوسموير ونادي ووستر سيتي ونادي فوكستون.